# Pacific Islands University
A Pacific Islands University é uma pequena universidade, localizada na cidade de Mangilao, em Guam, dependência dos Estados Unidos. 
Foi fundada em 1977, com o nome de Micronesian Institute of Biblical Studies, em Chuuk, nos Estados Federados da Micronésia. Só em 1991, mudou de nome para Pacific Islands Bible College e foi adicionada uma nova sede, em Guam. Em 1995, foi criado um campus em Mangilao.